# Une suite qui dérange
Pour plus de détails, voir Fiche technique et Distribution.
Une suite qui dérange : Le temps de l'action (An Inconvenient Sequel: Truth to Power) est un film documentaire américain réalisé par Bonni Cohen et Jon Shenk et sorti en 2017. Il fait suite au film sorti en 2006 Une vérité qui dérange de Davis Guggenheim.

## Synopsis

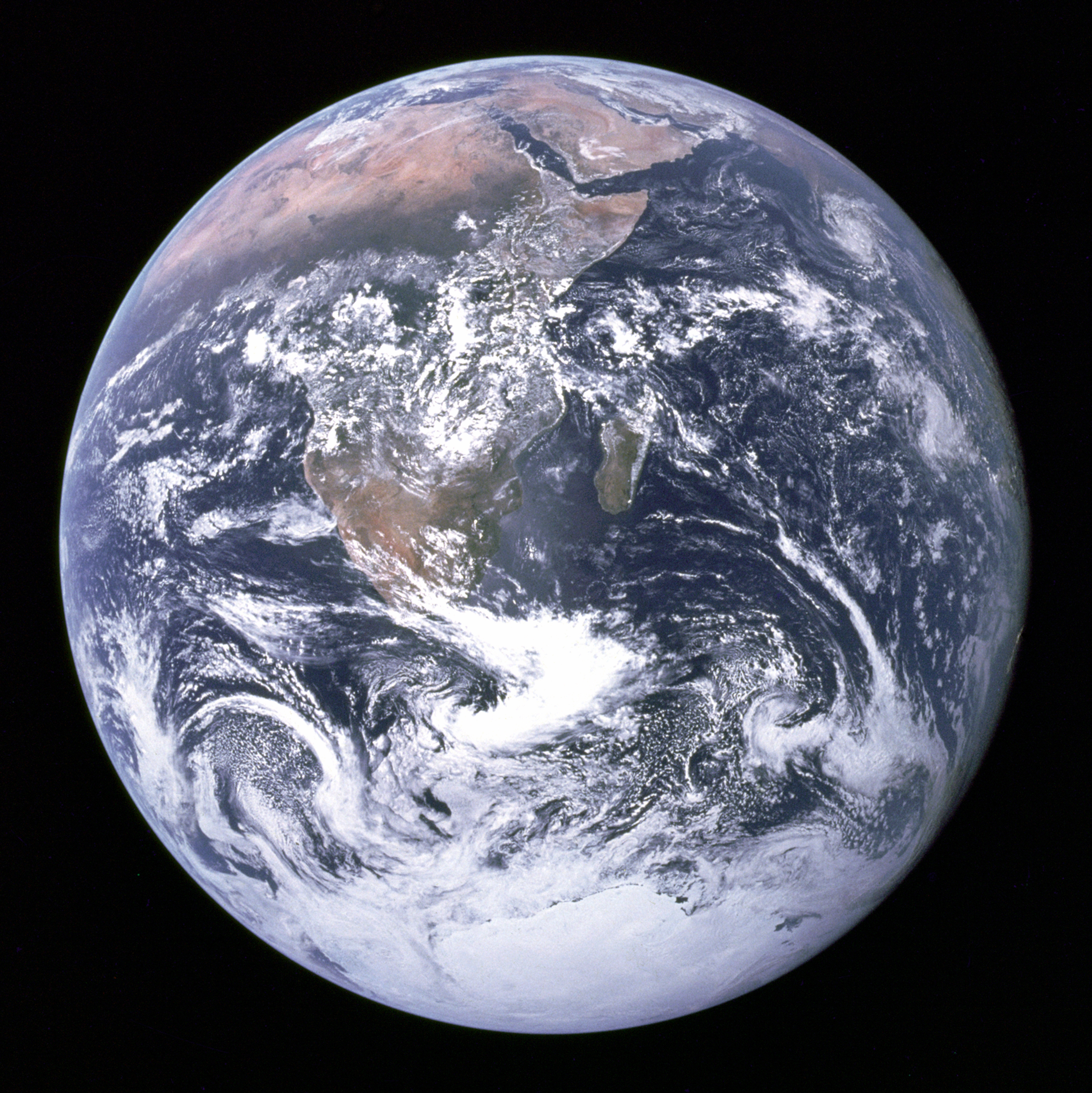
Cette photographie de la Terre (La bille bleue) prise par les astronautes de la mission Apollo 17 en 1972 était déjà présente dans Une vérité qui dérange. Elle illustre à nouveau la finitude planétaire dans Une suite qui dérange.

Al Gore fait le bilan des dix années écoulées de lutte contre le réchauffement climatique, principalement politique et idéologique, et des effets actuels et prévisions futures de son impact sur la Terre et ses habitants.

## Fiche technique
Sauf indication contraire, les informations mentionnées dans cette section peuvent être confirmées par la base de données cinématographiques IMDb,  présente dans la section « Liens externes ».
- Titre original : An Inconvenient Sequel: Truth to Power
- Titre français : Une suite qui dérange : Le temps de l'action
- Réalisation : Bonni Cohen et Jon Shenk[1]
- Musique : Jeff Beal
- Photographie : Jon Shenk
- Montage : Don Bernier
- Pays d'origine :  États-Unis
- Langue originale : anglais
- Format : couleur
- Genre : documentaire
- Durée : 99 minutes
- Dates de sortie : 
  - États-Unis : 19 janvier 2017 (Festival du film de Sundance) ; 4 août 2017 (sortie en salle)
  - France : 22 mai 2017 (Festival de Cannes), 27 septembre 2017 (sortie en salle)
  - Suisse : 11 octobre 2017 (sortie en salle)

## Distribution
- Al Gore : lui-même

## Production
Le documentaire est remonté avant sa sortie en salle pour inclure la décision de Donald Trump de retirer les États-Unis de l'accord de Paris sur le climat.

## Accueil
Le quotidien suisse Le Temps a salué la sortie du film : « Il est vrai qu’Al Gore est omniprésent à l’écran et sort glorifié du documentaire. Mais sa force de conviction, sa ferveur d’évangéliste, sa foi en l’homme et en l’avenir que les échecs et les défaites n’entament pas, forcent l’admiration. Fort d’une devise, « Notre maison, c’est la terre. Ne la détruisons pas », fort d’une certitude, « Pour sortir de la crise climatique, il faut sortir de la crise démocratique », l’apôtre galvanise les foules, convertit les sceptiques et forme par milliers les ambassadeurs du climat. »
Pour Le Monde, « entièrement construit autour de la personnalité d’Al Gore, Une suite qui dérange tombe inévitablement du côté de l’hagiographie. Le Prix Nobel de la paix en 2007 est décrit comme un gourou bienfaisant qui a laissé de côté les ambitions d’une carrière politique pour la défense d’une noble cause. »